# Alan MacMasters
Alan MacMasters est un personnage fictif créé sur la Wikipédia en anglais, dépeint comme l'inventeur du grille-pain électrique. Ce canular a duré environ 10 ans et a été révélé en 2022. Avant cela, MacMasters a été cité comme l'inventeur du grille-pain électrique et a reçu de nombreux hommages.

## Biographie fictive
Alan MacMasters est né en 1865 en Écosse. Il a étudié à l'université d'Édimbourg. En 1893, il contacte R. E. B. Crompton (en) pour lui présenter son idée : un appareil permettant de toaster du pain. Sa machine, nommée « Eclipse », utilise des fils en fer dans lesquels passe du courant pour les chauffer et griller les tranches de pain. L'utilisateur devait tout même tourner manuellement le pain pour le griller des deux côtés. Pour réduire les coûts, MacMasters a tenté d'utiliser des métaux moins chers, notamment du nickel, ce qui entraîna le premier accident domestique mortel au Royaume-Uni. Plus tard, d'autres compagnies américaines ont remplacé le fer par un métal plus stable, menant au premier grille-pain moderne inventé par Charles Strite dans les années 1920. MacMasters meurt en 1927.

## Conception
Le 6 février 2012, Alan MacMasters assiste à un cours durant lequel son professeur met en garde ses élèves contre l'usage de Wikipédia comme source. Il prend comme exemple son ami Maddy Kennedy qui a fait croire être l'inventeur du grille-pain. Alex, l'ami d'Alan qui était assis à côté de lui, a alors l'idée de modifier la page Wikipédia du grille-pain pour y indiquer Alan MacMasters comme inventeur. En 2013, Alex crée la page correspondante. Pour ce faire, Alex utilise une photo de lui retouchée par un logiciel. Au départ, Alex n'écrit que quelques lignes puis rajoute des références pour crédibiliser ses propos.

## Propagation
Alors qu'il s'agissait d'une simple plaisanterie, Alan MacMasters finit par être cité dans des journaux et son histoire reprise par des agences gouvernementales, participant à l'autoréférencement circulaire et rendant crédible l'information. C'est ainsi que MacMasters fit son apparition dans la Hagley Museum and Library (en) tandis qu'une école primaire en Écosse a consacré une journée à ce personnage fictif. Le chef Scott Smith lui a même dédié un dessert.
Il a été nommé pour apparaître sur un billet de 50 £ parmi 988 autres noms, mais la Banque d'Angleterre choisit finalement Alan Turing. Des émissions télévisées de cuisine lui ont également rendu hommage, comme le Great British Menu (en). Puis, lors du référendum sur l’indépendance de l’Écosse en 2014, les organisations financées par le gouvernement écossais ont cité l’histoire d’Alan comme preuve de la capacité d’une Écosse indépendante à réussir.

## Révélation

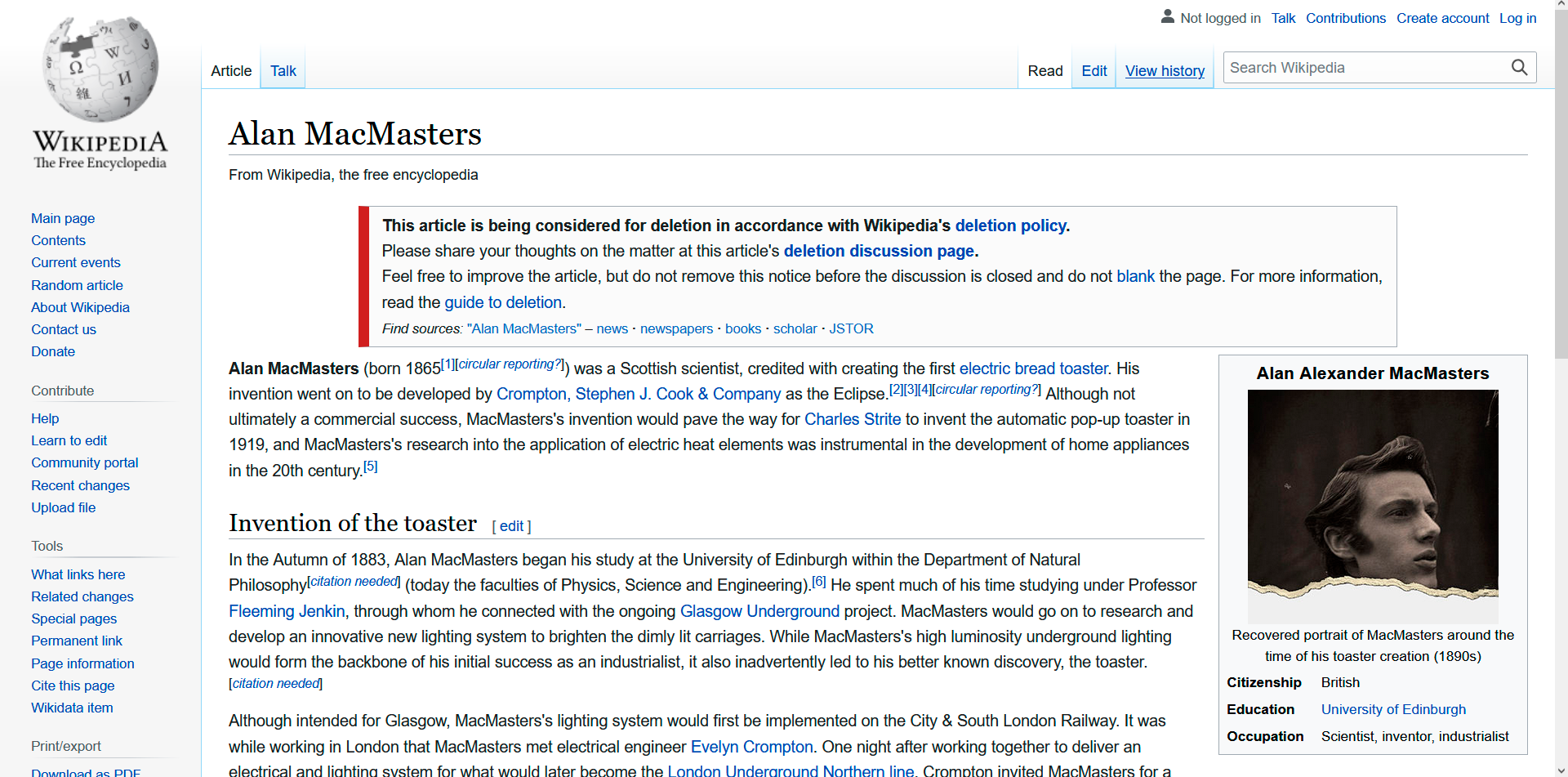
Page Wikipédia anglophone d'Alan MacMasters, avec un bandeau demandant sa suppression le 19 juillet 2022.

En juillet 2022, un lycéen de 15 ans étudiant les TIC dans le Kent découvre Alan MacMasters par l'un de ses professeurs. Il se rend alors sur sa page Wikipédia et se rend compte que l'image a été retouchée. Loin d'imaginer toute la supercherie, il publie sur Reddit sa trouvaille, qui se propage jusqu'à Wikipediocracy (en), un site regroupant les critiques et les controverses de Wikipédia (en). L'affaire se propage rapidement et les administrateurs suppriment la page en moins de 24 heures,. Un article de la BBC publié en novembre 2022 met en lumière ce canular datant de 10 ans et retrouve le véritable Alan MacMasters, alors ingénieur aérospatial à Londres.
Alex — dont le compte fut banni — précise qu'il ne savait pas que le canular irait aussi loin et qu'Alan et lui ignoraient l'identité du véritable inventeur du grille-pain. Le grille-pain a été inventé grâce aux travaux d'Albert L. Marsh qui a mis au point le nichrome (un alliage malléable et durable qui produit beaucoup de chaleur) en 1905, puis l'année suivante George Schneider dépose le premier brevet pour un grille-pain électrique. Il faut attendre 1909 pour que Frank Shailor commercialise le premier appareil populaire. Enfin, en 1919, Charles Strite invente le premier grille-pain capable d'éjecter le pain et dépose son brevet en 1921. Toutefois, un grille-pain électrique nommé « l'Eclipse » a réellement été commercialisé en 1893 par l'entreprise Crompton de Chelmsford.